# Casas del Castañar
Casas del Castañar là một đô thị trong tỉnh Cáceres ở Tây Ban Nha, gần dãy núi Gredos. Năm 2007 đo thị này có dân số là 630 người, mật độ 25,2 người/km².